# Blå visseltrast
Blå visseltrast (Myophonus caeruleus) är en asiatisk fågel i familjen flugsnappare inom ordningen tättingar, störst i familjen och vida spridd i bergstrakter.

## Utbredning och systematik
Blå visseltrast delas in i sex underarter med följande utbredning:
- Myophonus caeruleus caeruleus – västra Kina (Sichuan), övervintrar söderut till södra Kina och norra Indokina
- flavirostris-gruppen
  - Myophonus caeruleus temminckii – Centralasien till norra Indien, Pakistan, sydöstra Tibet och Myanmar
  - Myophonus caeruleus eugenei – nordöstra Assam till södra Burma, norra Thailand, sydvästra Kina och Indokina
  - Myophonus caeruleus crassirostris – norra Malackahalvön
  - Myophonus caeruleus dichrorhynchus – södra Malackahalvön samt Sumatra
  - Myophonus caeruleus flavirostris – förberg och bergsskogar på Java

Vid ett tillfälle har arten påträffats i Iran, 28 november 1900.

### Familjetillhörighet
Släktet placerades tidigare med trastar i Turdidae, men DNA-studier visar att arterna är trastlika flugsnappare närmast blåpannad visseltrast (Cinclidium frontale), klyvstjärtar och Tarsiger.

## Utseende
Blå visseltrast är med en kroppslängd på 31-35 cm och en vikt mellan 136 och 231 gram störst och kraftigast fågel i familjen flugsnappare. Fjäderdräkten är mörkt violettblå med glänsande fjäderspetsar utom på tygeln, buken och under stjärten. Vingtäckarna har en något annan blå nyans och mellersta täckarna har små vita fläckar. Näbben är vanligtvis gul. Könen liknar varandra.

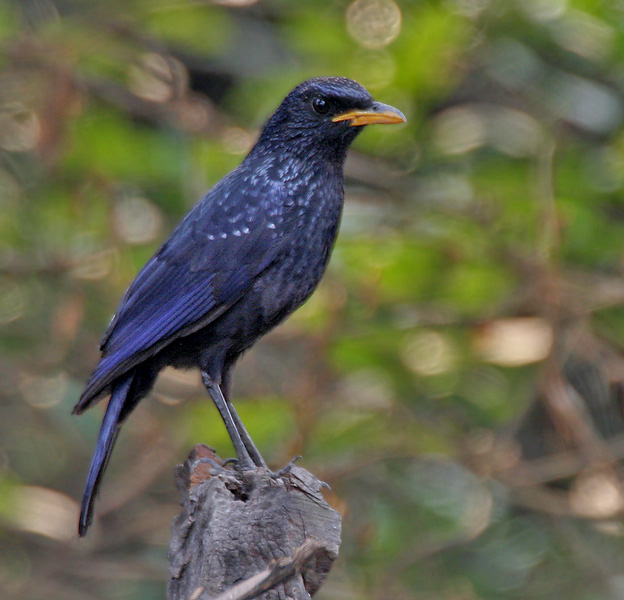
Blå visseltrast av underarten temminckii i Indien.

### Variationer hos underarterna
Flera av underarterna har avvikande detaljer i fjäderdräkten. Kinesiska nominatformen har svart näbb, eugenei söderut in i Thailand saknar de vita fläckarna på vingen och dichrorhynchus ännu längre söderut samt på Sumatra har mindre glänsande fläckar. Underarten flavirostris på Java, som föreslagits utgöra en egen art, har tjockast näbb.

## Levnadssätt
Arten förekommer i tempererade skogar samt subtropiska eller tropiska fuktiga bergsskogar. Den ses ensam eller i par när den vänder på löv eller småstenar på jakt efter föda. Den är aktiv långt efter skymning och under häckningstid (april till augusti) kan den sjunga i mörker när få andra arter hörs. Fågeln bygger ett skålformat bo av mossa och rötter som placeras i en hålighet eller på en avsats intill ett vattendrag. Den lägger vanligtvis tre till fyra ägg, ibland i två kullar.
Blå visseltrast lever av frukt, mask, insekter, krabbor och sniglar. I fångenskap har den också setts döda och äta möss, och i det vilda har den noterats även ta småfåglar.

## Status och hot
Arten har ett stort utbredningsområde, men tros minska i antal, dock inte tillräckligt kraftigt för att den ska betraktas som hotad. Internationella naturvårdsunionen IUCN listar arten som livskraftig (LC). Världspopulationen har inte uppskattats men den beskrivs som vanlig men rätt glest utbredd.